# ネット乞食
- 乞食 > ネット乞食

ネット乞食（ネットこじき）とは、インターネット上のサービスを利用して以下のような行為をする人のこと。
1. インターネット上で 動物、子供、なりすましを含む美人写真など関心を喚起しやすいモノを用い、他者（主に視聴者）の同情や哀れみを誘う言動をすることで、金銭や品物を要求・獲得する乞食行為。乞食行為を反復継続した場合は同情や哀れみを感じさせてなくても違法との判例がある[1]。日本では複数の条件[2]を満たさない限り、金品を呼びかける行為は軽犯罪法的に違法であり、2015年には配信中に視聴者へ「お年玉をください」と要求（依頼）した配信者が逮捕されている[3][4][5][6][7]。見物客や視聴者からの自主的な「投げ銭（おひねり）」「スーパーチャット」は合法とされているが、上記のように発信者が主体的にペイペイやアマギフを含む金品を集める乞食行為は違法である[4][7][8]。海外では路上のホームレスがインターネット上に活動拠点を移す例もある[9]。
2. 他人の著作物を無断転載し、広告バナーやアフィリエイトを併記することで金銭を得ようとする個人（アフィリエイト乞食とも）[10]。

## ネット乞食
ネット乞食は、専らネチケットに反して掲示板スパムなどまでしてアフィリエイトやバナーの大量に張り付いたサイトに誘導したり、または「あたかも一般の広告視聴者がクリックしたように見せかけ、実際は自動プログラムなどで広告リンクへのリクエストを発信する」などの手口でクリック詐欺紛いの行為で広告視聴料をせしめる者。又は、ファイル共有ソフトなどで違法なコピーソフト（無断複製のソフトウエアや海賊版の映像・音声ソフト）を漁ったりといった者をさすようになっている。
これらを行っている者の実態は不明だが、広告収益事業や物品販売を当て込んだ業者（SOHOを含む）や学生などのほか、ニートや引きこもりが相当数、同種の行為に勤しんでいるとする意見すら見られ、それらは実際に金品を得ることで生活の足しなり小遣いの足しになることを期待しての活動であるとみなされている。また過去には違法な不正コピーソフトをダウンロードしてきて、これをCD-ROMに記録してさらにコピー、販売して著作権法などに抵触して逮捕される事件もしばしば報じられている。

### インターネットを用いた物乞い行為・刑罰
インターネット上でも不特定の他人の同情に訴えた物乞いは違法である。ただし、軽犯罪法では法令文上に濫用の禁止規定が存在し、警察が安易に微罪逮捕しないよう法の執行に制限が加えられている。QRコード決済の普及で他者との送金が容易になったことで、新たな乞食犯罪手法の増加や手口の巧妙化が起きた。例として従来のアマゾンギフト券だけでなく、ペイペイやLINE Payを用いた乞食行為が増えた。手口としては、「女性」のほうが支援が得られるからと、女性であると偽るネカマ、美女へのなりすまし、実際には保護していないケースさえもある動物保護、これらのように違法な乞食行為にも数々の手法がある。ニコニコ生放送（ニコ生）やツイキャスなどを使い生配信を行ない、閲覧者に配信者に反復継続的に金銭や商品の提供を呼びかける行為や行為者。
2015年には物乞いをニコニコ動画の生放送で配信した高松市の23歳（当時）の無職の男（ハンドルネームは「くろくろ」）が「お年玉をください」と「投げ銭要求」したことで軽犯罪法違反で書類送検された。

#### 合法的と見なされる必要条件
●自身の利益を目的としないこと、●目的が明確かつ必要性を満たすこと、●反復性（繰り返しの行為）がないこと、●哀れみに訴えないこと、●社会的な意義および公益性があること、●対価の有無と金額の妥当性があること、これらの必要条件が満たされる場合のみ、軽犯罪法違反の「乞食」と見なされない。クラウドファンディング等でも客観的に私的利益目的と判断される場合は違法である。

## アフィリエイト乞食
クリック報酬型広告や成功報酬型広告（アフィリエイト）など広告を掲載したウェブサイトを設置して、一定の閲覧者や利用者を集めようとするものもこのネット乞食の範疇に含める場合がある。これは2ちゃんねるなど電子掲示板サイトの発達によるところも大きいが、巨大なインターネットコミュニティサイトはそれだけでも掲載された広告が膨大なプレビュー数になり、これによる広告掲載料も莫大なものになる。
このため単にコミュニティサイトを設置すればすぐさま利用者が増えると考えている、一部の「ネットでぼろ儲け」を目論む者も存在する。ただ、これら投稿者からの情報提供に依存する「情報サイト」を自称するサイトは、運営開始直後は閲覧者にとっては何ら情報を提供するものではなかったり、あるいは他のサイトからコピーないし盗作してきたコンテンツ（著作権の面から見ても問題である）を設置するといった行為で、やはり嫌われる傾向も見られる。
特に2000年代より成功報酬型広告で高額収入を得ている人気サイト管理者の個人が各種メディアで紹介されると、これの方法論を示した書籍を参考に模倣する者も出て、電子掲示板などに広告リンクを設置したりする迷惑行為に及ぶケースもあり、掲示板利用者から「アフィリエイト乞食」などと呼ばれ忌避されている。多くのネットコミュニティ上では「広告お断り」がネチケットないし共通認識として存在し、こういった広告は排除される傾向も見られる。